# جیوه(II) کلرید
جیوه(II) کلرید (به انگلیسی: Mercury(II) chloride) با فرمول شیمیایی HgCl۲ یک ترکیب شیمیایی با شناسه پاب‌کم ۲۴۰۸۵ است. که جرم مولی آن 271.52 g/mol می‌باشد. شکل ظاهری این ترکیب، جامد سفید است. این ترکیب زمانی برای درمان سیفلیس به کار می رفت اما بعدها به علت مسمومیت جیوه و در دسترس بودن ترکیبهای بهتر استفاده پزشکی از آن کنار گذاشته شد.